# لغات أوروبا
اللغات المتكلمة في أوروبا أغلبها من العائلة اللغوية الهندية الأوروبية أو الفينية الأوغرية. أيضًا اللغات تركية موجودة بكثرة في أوروبا.

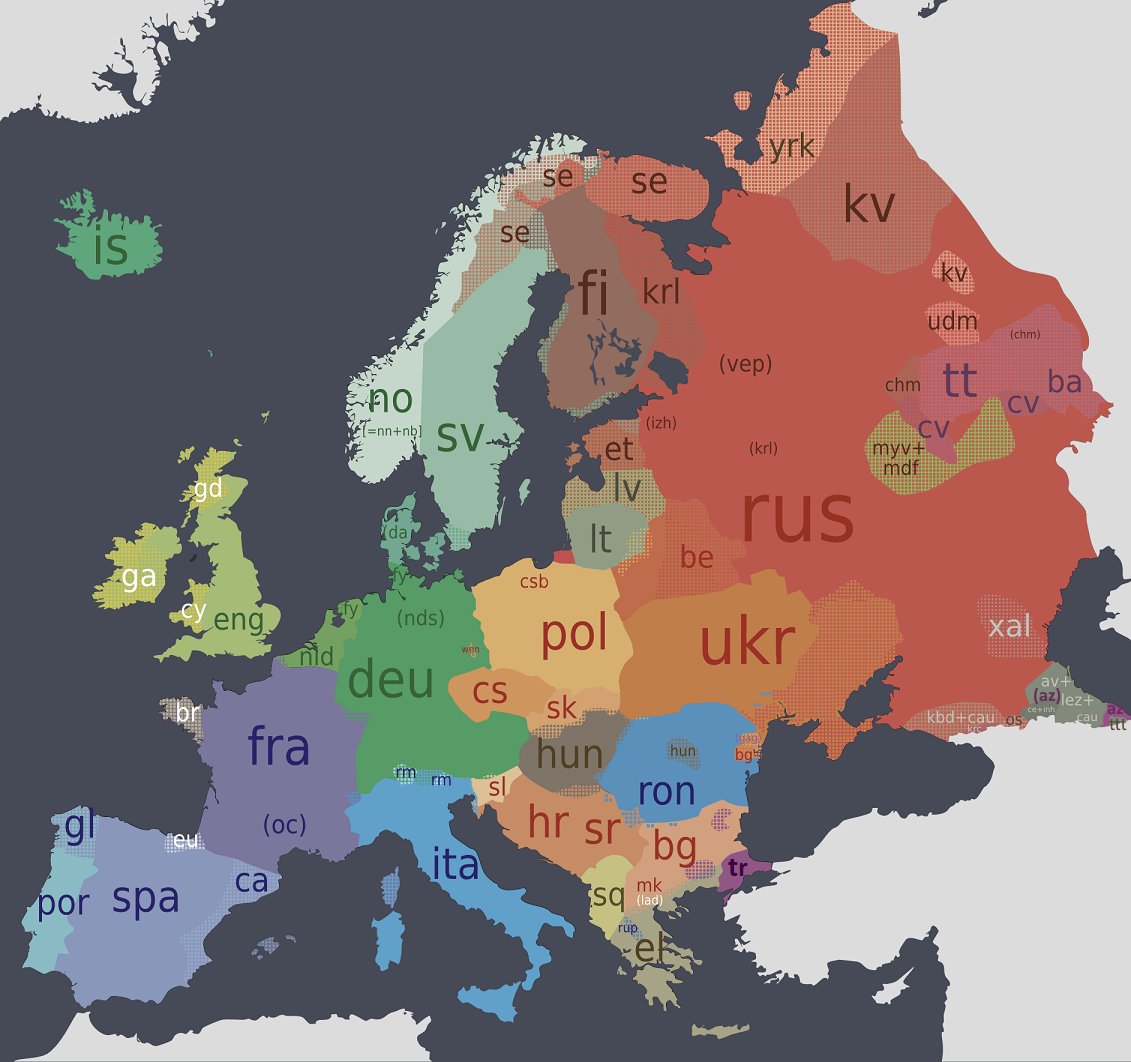
توزع اللغات في أوروبا

## اللغات الهندية الأوروبية

### الألبانية
تنقسم اللغة الألبانية إلى لهجتين، جيج (Geg) وتوسك (Tosk).

### الأرمينية
اللغة الأرمينية قريبة من اللغتين اليونانية والفارسية.

### لغات البلطيق
لغات البلطيق يتكلمها سكان لاتفيا ولتوانيا.

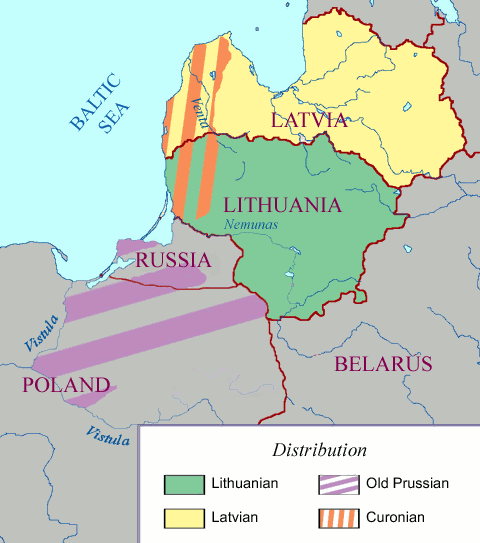
لغات البلطيق

### اللغات الكلتية
هذه اللغات متكلمة في أجزاء من المملكة المتحدة وفرنسا وأيرلندا

### الجرمانية

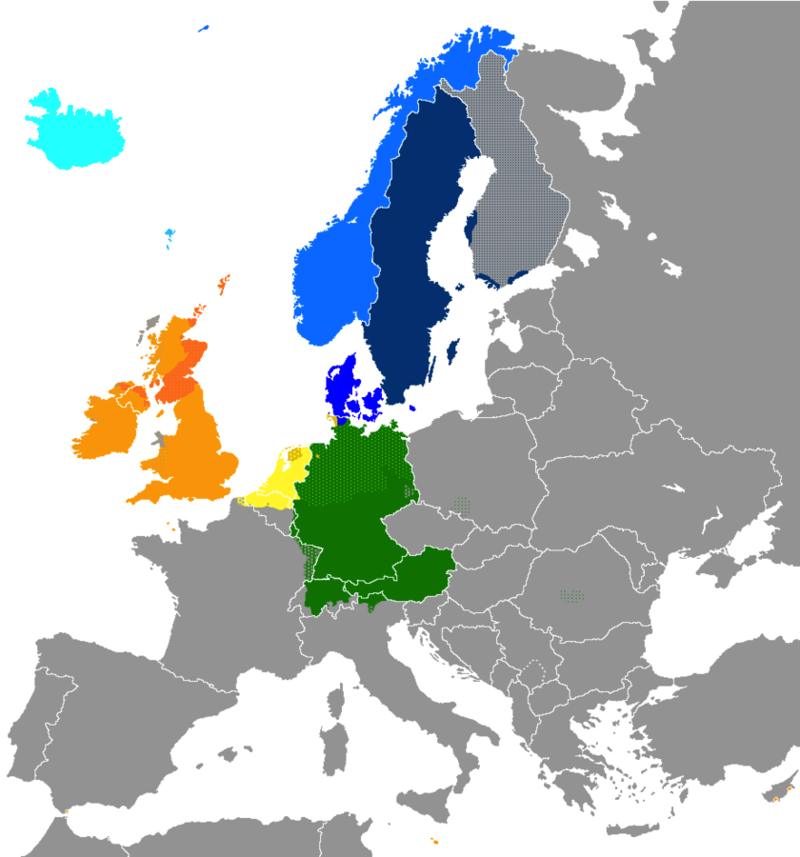
اللغات الجرمانية الشمالية
الآيسلندية
الفاروية
النرويجية
السويدية
الدنماركية
اللغات الجرمانية الغربية
الاسكتلندية
الإنجليزية
الفريزية
الهولندية
الألمانية الدنيا
الألمانية
تشير المناطق المنقطة إلى أن تعدد اللغات فيها شائع

اللغات الجرمانية هي أسرة اللغات السائدة في شمال غرب أوروبا، حيث تمتد من أيسلندا وصولًا للسويد وأجزاء من المملكة المتحدة وأيرلندا إلى النمسا. هناك نوعان من الأقسام الفرعية الرئيسية وهي: الجرمانية الغربية والجرمانية الشمالية ومجموعة ثالثة وهي الجرمانية الشرقية والتي انقضرت ولم يتبقى منها إلا نصوص مكتوبة باللغة القوطية.

### اليونانية
هي اللغة الرسمية لليونان وقبرص ويوجد متكلمون باللغة اليونانية في ألبانيا وبلغاريا وإيطاليا وجمهورية مقدونيا والعديد من الدول الأخرى

### اللغات الهندية الإيرانية
من أشهرها في أوروبا : الكردية والأوسيتية

### اللغات الرومانسية

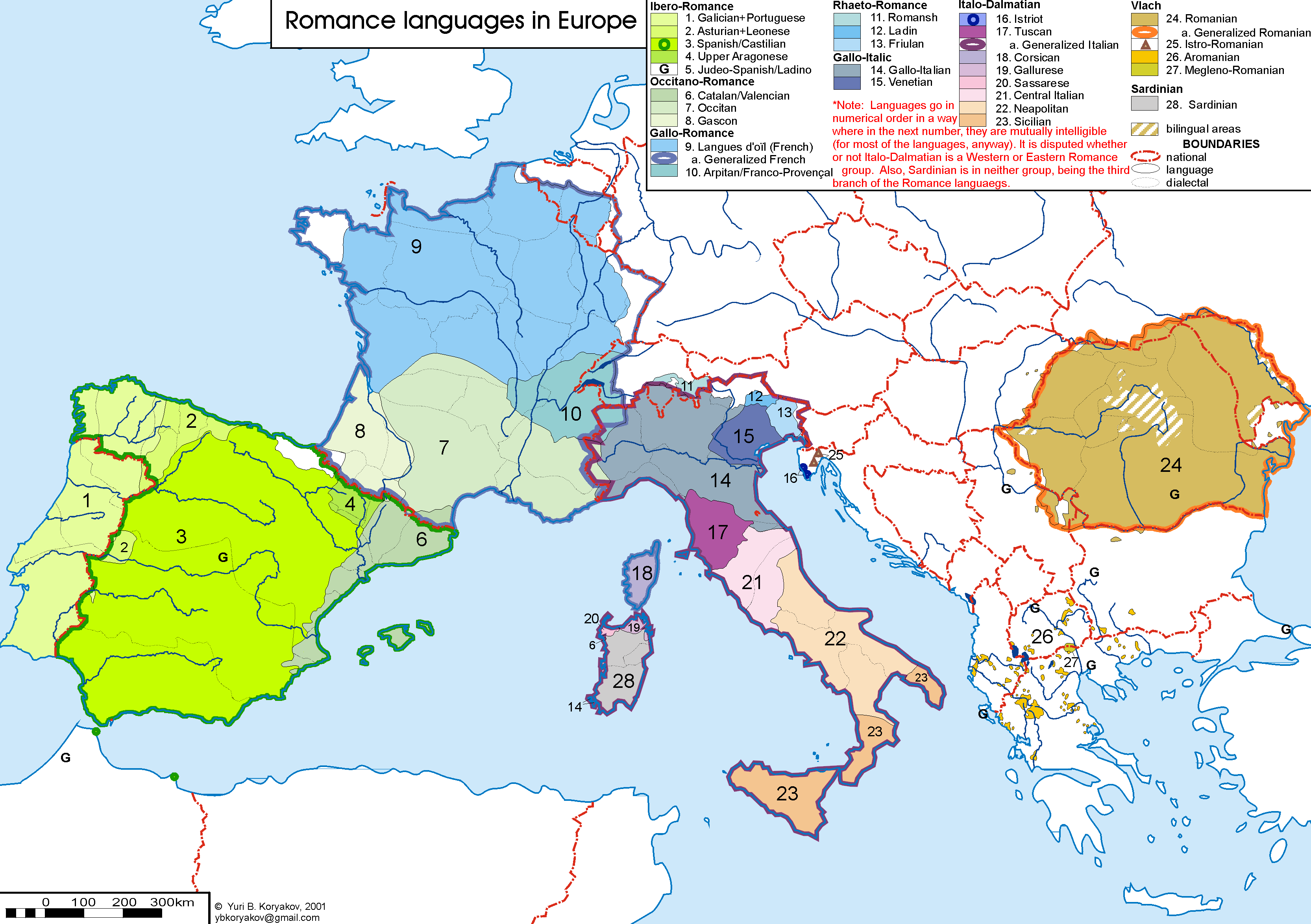
لغات رومنسية

مثل الفرنسية والكتلانية والإيطالية

### اللغات السلافية
يتكلمها السكان في مناطق كبيرة من شرق أوروبا وروسيا.

## اللغة الباسكية
هي لغة معزولة يتكلمها الباسكيون في بلاد الباسك.

## الكوكاسوس
منقسمة إلى مجموعتين، اللغات الكوكاسوسية الجنوبية واللغات الكوكاسية الشمالية.

## اللغات الفينية الأوغرية
وهي عائلة لغوية تحتية من عائلة اللغات الأورالية. يوجد عدد كبير من المتكلمين باللغات الفينية الأوغرية في أوروبا.أشهر اللغات الفينية الأوغرية المتكلَمة في أوروبا هي الإستونية والفنلندية والمجرية.

## اللغات الألطية

### اللغات التركية
اللغات التركية يتكلمها عدد كبير من الناس في أوروبا. أكثر لغة من عائلة اللغات التركية يتكلمها عدد من الناس هي اللغة التركية.

### اللغات المنغولية
اللغات المنغولية أصلها من آسيا. لغة كالميك يتكلمها الناس في جمهورية كالميكيا، وفي بعض المناطق من روسيا.

## اللغات السامية

### اللهجة العربية القبرصية
يتكلمها بعض السكان في قبرص

### العبرية
اللغة العبرية يتكلمها اليهود في مناطق عديدة من أوروبا.

### المالطية
هي اللغة الرسمية لمالطا. هي تعتمد على اللغة العربية-الصقلية